# Hydaticus pullatus
Hydaticus pullatus is een keversoort uit de familie waterroofkevers (Dytiscidae). De wetenschappelijke naam van de soort is voor het eerst geldig gepubliceerd in 1952 door Guignot.